# Ocún jesenní
Ocún jesenní (Colchicum autumnale), lidově naháček, je vytrvalá prudce jedovatá bylina z čeledi ocúnovité.

## Synonyma

### Nomenklatura

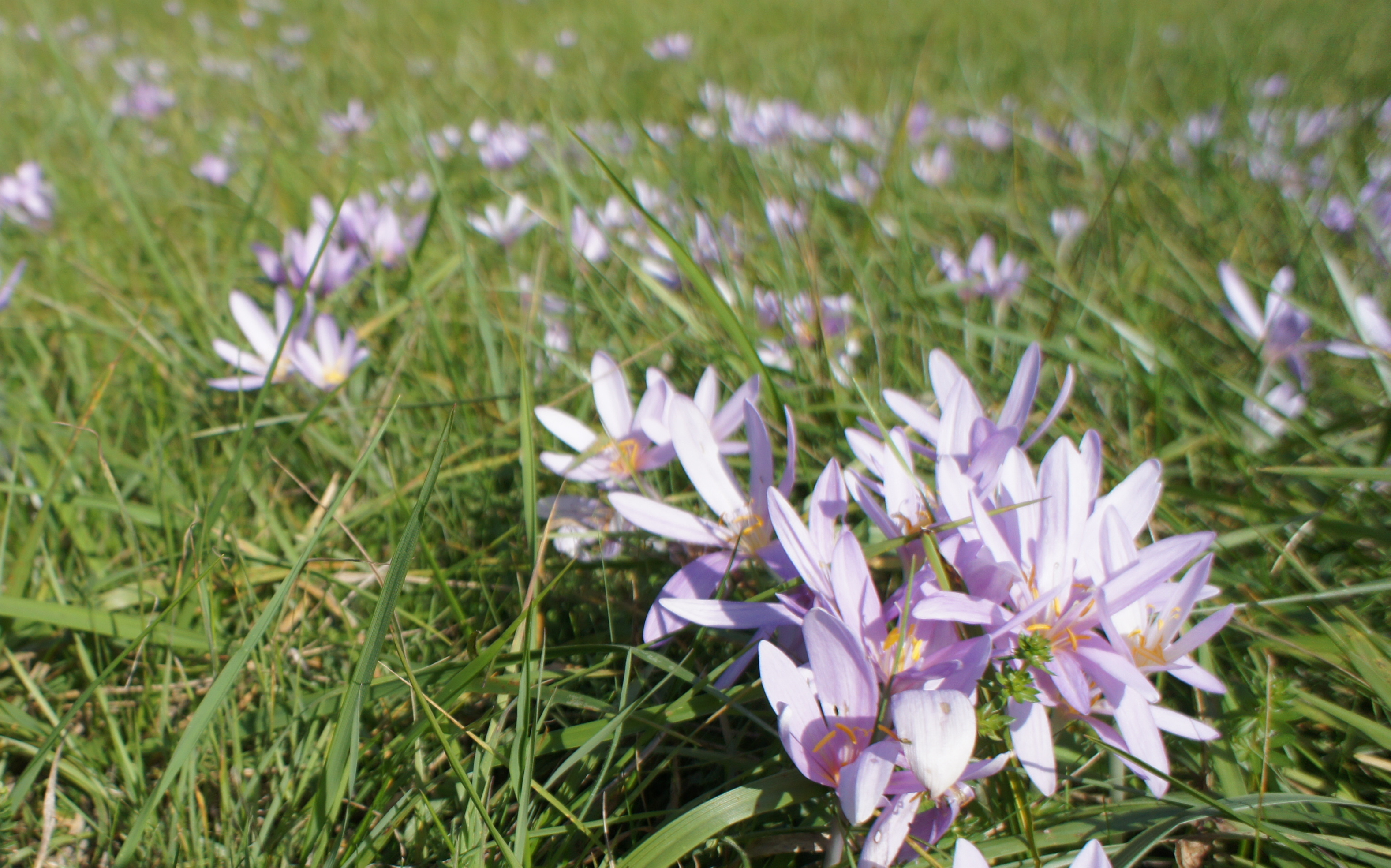
Květy ocúnu jesenního

Pro identický druh označovaný termínem Colchicum autumnale L.,  1753 je používáno více různých odborných označení.
Uváděná taxonomická synonyma:

- Colchicum commune Neck.,  1768
- Colchicum vernale Hoffm.,  1791
- Colchicum multiflorum Brot.,  1804
- Colchicum pannonicum Griseb. & Schenk,  1804
- Colchicum polyanthon Ker Gawl. in Curtis,  1807
- Colchicum praecox Spenner,  1825
- Colchicum patens F.W.Schultz,  1826
- Colchicum vernum Kunth,  1843
- Colchicum haynaldii Heuff.,  1858
- Colchicum transsilvanicum Schur,  1866
- Colchicum bulgaricum Velen.,  1901
- Colchicum vranjanum Adam. ex Stef.,  1926
- Colchicum borisii Stef.,  1926
- Colchicum rhodopaeum Kov.,  1965

### Lidové názvy
Pro druh jsou používány lidové názvy hacoun, holopanna, naháč nebo naháček, sirotka.

## Popis

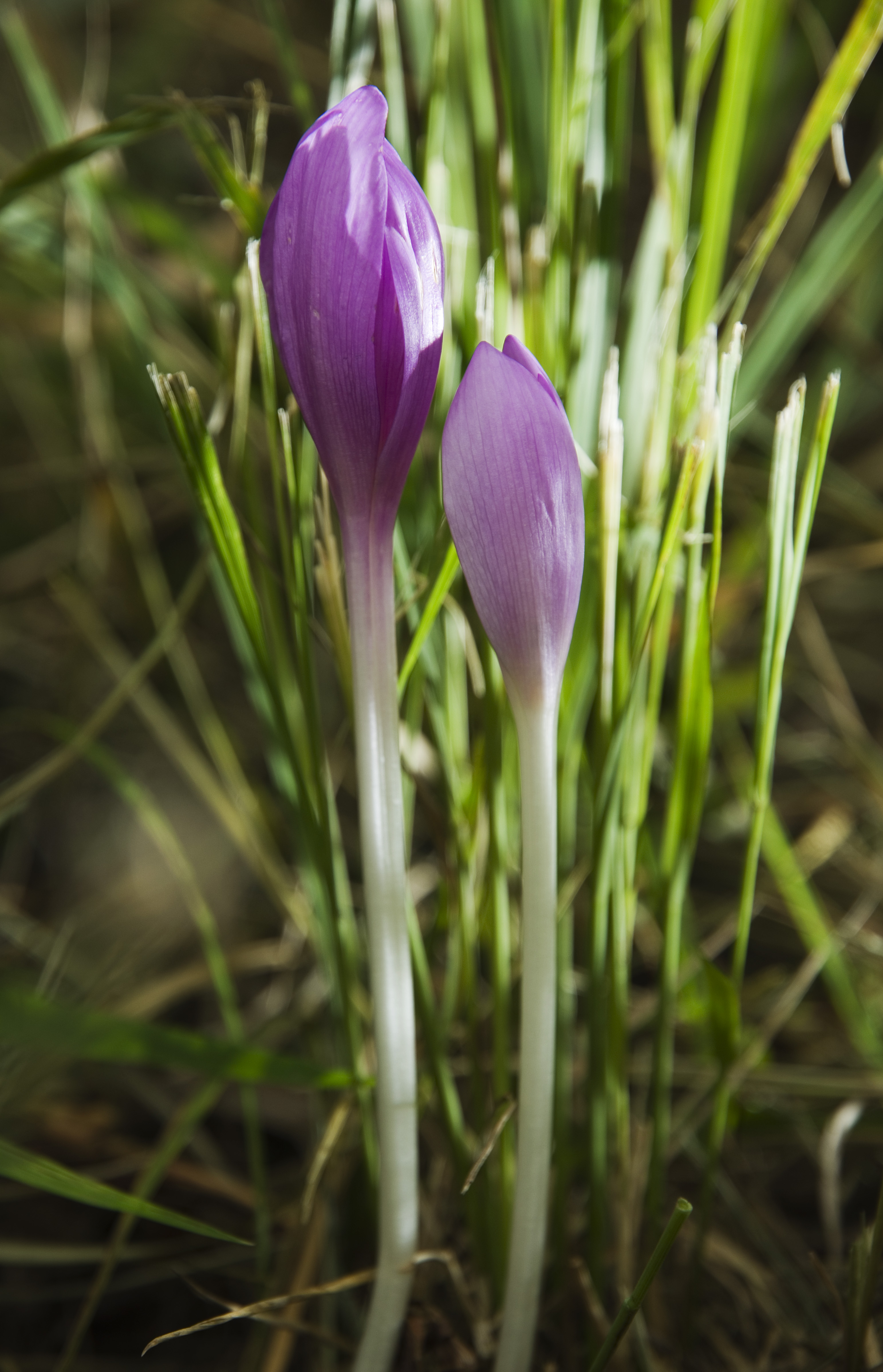
Kvetoucí ocúny

Ocún jesenní je vytrvalá, obvykle 10–20, někdy ale až 40 cm vysoká jedovatá bylina s hluboko uloženou podzemní hlízou (10–15 cm pod povrchem).
Listy jsou přízemní, souběžně žilnaté a široce kopinaté a vyrůstají na jaře spolu se zrající tobolkou. Mohou být dlouhé i přes 40 cm, jejich obvyklá délka je však 20–30 cm.
Kvete od srpna do listopadu (v době kvetení nemá rostlina žádné zelené orgány). Nadzemní část květu zřídkakdy přerůstá 15 cm, je narůžovělá až tmavě fialová, s dlouhou bělavou trubkou, cípy okvětí v počtu šesti se nálevkovitě rozkládají. Asi 15–20 cm trubky je skryto pod zemí, což z květu ocúnu činí nejdelší květ mezi evropskými druhy vůbec. Květ má 6 tyčinek, trojpouzdrý semeník je skryt v zemi.
Plodem je tobolka, která je po přezimování pod zemí vynesena silnou lodyhou nad zem, kde dozrává.

## Areál rozšíření
Přirozeně je rozšířen ve střední, jižní a západní Evropě, s oblibou je pěstován jako okrasná rostlina i leckde mimo tuto oblast.

## Stanoviště

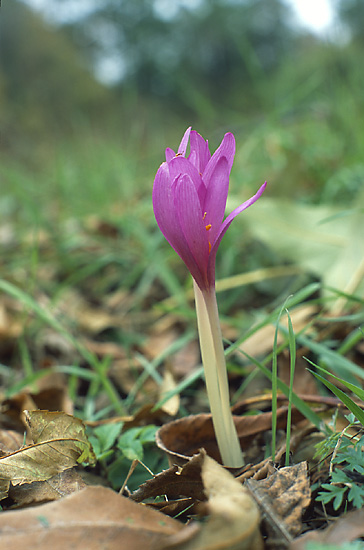
Kvetoucí ocún jesenní

Vyskytuje se na vlhkých loukách od nížin až do hor. V teplých nížinách vyhledává polostín, v horách slunná stanoviště.

## Obsahové látky
Jde o prudce jedovatou rostlinu obsahující více než 20 alkaloidů, z nichž nejnebezpečnější je kolchicin a jeho deriváty. Tyto látky lze však při vhodném dávkování použít pro léčebné účely, protože mají např. cytostatické účinky.

## Otravy
K otravě ocúnem může dojít zejména při neopatrném použití rostliny v bylinkářství nebo při záměně jeho listů s listy česneku medvědího. Možná je též otrava skrze mléko ovcí a koz, které ocún zkonzumovaly. Smrtelná dávka semen činí kolem 5 gramů. Obzvláštní citlivost vůči otravě ocúnem projevují děti.
Jed se vstřebává pomalu, proto se první příznaky objeví 2–6 hodin po konzumaci. Jde o pálení a škrabání v ústech, potíže s polykáním, nevolnost, zvracení, průjem a střevní křeče. Dochází k silnému močení s příměsí krve.

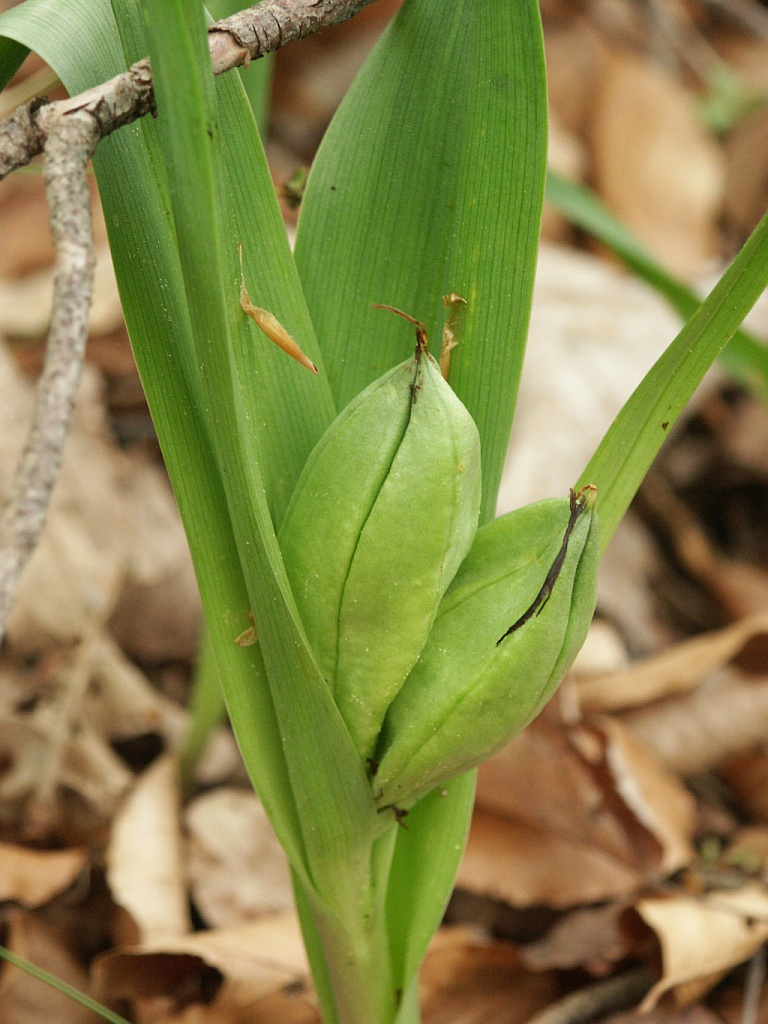
Ocún jesenní – listy a plody

Otrava bez náležité pomoci a ošetření (okamžitý odvoz do nemocnice, živočišné uhlí, později pod lékařským dozorem projímadlo a symptomatická léčba) pokračuje pomalým ochrnutím, otokem plic (plus s tím souvisejícími problémy s dýcháním) a selháváním ledvin a může vést ke smrti.

## Využití
Ocún je sbírán jako léčivá rostlina. Sbírají se semena, hlíza či květ. Jeho užití by mělo být vzhledem k jeho silné toxicitě (a tomu, že koncentrace alkaloidů kolísá s prostředím, stářím a stavem rostliny, a tedy ji nelze spolehlivě odhadnout) vyhrazeno pouze lékařům. Dnes se ve vyspělých zemích používá pouze čistý kolchicin, který lze přesně dávkovat, ovšem i toto použití je vyhrazeno lékařům. Využití těchto alkaloidů je především při léčbě dnavých záchvatů (usazování krystalků kyseliny močové v některých kloubech, typicky v kloubu palce nohy).